# 安部井磐根

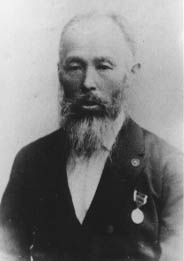
安部井磐根

安部井 磐根（あべい いわね、天保3年3月17日（1832年4月17日） - 大正5年（1916年）11月19日）は、日本の武士（二本松藩士）、自由民権運動家、政治家。衆議院議員（大成会→憲政本党）。

## 経歴
二本松藩士安部井又之丞の子として生まれる。戊辰戦争の際には、奥羽諸藩の衆議所詰となり仙台や白石などを奔走したが、二本松城陥落の際に又之丞は自刃した。
戊辰戦争終結後、若松県に出仕し、少参事、典事を歴任したが、まもなくして辞職した。1874年（明治7年）、板垣退助らによって自由民権運動がおこると、これに呼応して一政社という政社を組織した。1878年（明治11年）、福島県会議員となり、議長に互選された。翌年には安達郡長に任命されたが、福島県令三島通庸と対立して辞職した。1886年（明治19年）、再び県会議員となり、議長を務めた。
1890年（明治23年）、第1回衆議院議員総選挙に出馬し、当選。以後、当選回数は5回を数え、1902年（明治35年）に引退した。その間、1893年（明治26年）には衆議院議長星亨の汚職に対して弾劾演説を行い、星の除名のきっかけを作った。星の後任の議長に副議長の楠本正隆が昇格すると、安部井が後任の副議長に就任した。
その他、大日本協会を結成し、内地雑居反対論を唱えた。